# 毛枝白珠
毛枝白珠（学名：Gaultheria trichoclada）为杜鹃花科白珠树属的植物，为中国的特有植物。分布在中国大陆的西藏等地，生长于海拔1,730米至2,210米的地区，多生长于山坡路边灌丛中，目前尚未由人工引种栽培。

## 别名
通麦白珠（西藏植物志）